# ダニー・カリフォルニア
「ダニー・カリフォルニア」（原題：Dani California）は、2006年にレッド・ホット・チリ・ペッパーズが発表した楽曲、及び同曲を収録したシングル。

## 概要
アルバム『ステイディアム・アーケイディアム』からのシングル・カット。
タイトルのダニーとは、女の子の名前。「カリフォルニケイション」、「バイ・ザ・ウェイ」から続く三部作の完結編。ワーナー・ブラザース映画配給映画『デスノート 前編』主題歌。後編『デスノート the Last name』のオープニングでも使用された。
メンバーが、歴代ロックを彩ったアーティスト達に扮して次々と演奏を行うPVが、その完成度の高さで話題となった。以下モチーフと思われるアーティスト。
- ジミ・ヘンドリックス、エルヴィス・プレスリー、ビートルズ、バディ・ホリー、ザ・ゾンビーズ、ミスフィッツ、プリンス、パーラメント、ファンカデリック、デヴィッド・ボウイ、マーク・ボラン、セックス・ピストルズ、モトリー・クルー、ニルヴァーナなど

作中のニルヴァーナに扮して演奏を行う場面で、「gone too fast(あまりにも早く逝ってしまったね)」という歌詞に重ねるように、カート・コバーン役の手前に置かれた蝋燭の火が思わせぶりに消える演出がある。この演出に対して、一部のニルヴァーナファンが不謹慎であるとして抗議した。この件について、元ニルヴァーナのメンバーであるデイヴ・グロールは、侮辱には当たらないとの見解を示した。なお、フリーとカート・コバーンは、生前に親交があった間柄であり、度々ニルヴァーナのライブに特別ゲストとして招待されていた。
全米では「アンダー・ザ・ブリッジ（Under The Bridge）」、「スカー・ティッシュ（Scar Tissue）」に続いて3枚目のトップ10入りシングルとなった。また、グラミー賞でも「最優秀ロック・ソング（Best Rock Song）」など2つの賞を勝ち取っている。
映画『デスノート』の主題歌に採用されたこともあり、日本でも好調な売り上げを見せた。これまでに、レッド・ホット・チリ・ペッパーズの映画タイアップは無かったが、英訳された原作漫画を読んだメンバーが、そのパンチの効いた内容を気に入って、許諾することになった。